# Derovatellus dagombae
Derovatellus dagombae är en skalbaggsart som beskrevs av Olof Biström 1979. Derovatellus dagombae ingår i släktet Derovatellus och familjen dykare. Inga underarter finns listade i Catalogue of Life.